# Мендес, Серхио
Се́рхио де Хе́сус Ме́ндес Бола́ньос (исп. Sergio de Jesús Méndez Bolaños; 14 февраля 1943, Santa Elena, Усулутан — 18 декабря 1976, Сальвадор) — сальвадорский футболист, играл на позиции нападающего; участник чемпионата мира 1970 года.

## Биография

### Клубная карьера
Мендес начинал футбольную карьеру в «Эль-Венседор», в котором играл в течение двух сезонов. В 1961 году Мендес стал игроком клуба «Агила», в которой отыграл шесть сезонов и выиграл два чемпионских титула в 1964 и 1965 годах. В составе этой команды он стал одним из ключевых игроков в нападении.
В 1967 году Мендес перешёл в «Атлетико Марте», в котором отыграл девять сезонов и выиграл два чемпионских титула. Помимо этого, он играл на правах аренды в «Луис Анхель Фирпо» и гватемальском «Комуникасьонесе». Его последним клубом стала «Агила», с которой Мендес выиграл Кубок чемпионов КОНКАКАФ 1976 года.

### Карьера в сборной
В составе сборной Сальвадора Мендес принимал участие на олимпийском турнире 1968 года, где сыграл в трёх матчах со сборными Венгрии (0:4), Израиля (1:3) и Ганы (1:1).
Принимал участие на чемпионате мира 1970 года, где сыграл в двух матчах группового этапа со сборными Мексики (0:4) и СССР (0:2). Всего за сборную Сальвадора сыграл 27 матчей, в которых забил 14 голов.

### Гибель
Погиб в автомобильной катастрофе 18 декабря 1976 года в возрасте 33 лет, когда находился за рулём своего автомобиля, направляясь в Сан-Мигель.

## Достижения
«Агила»
- Чемпион Сальвадора (2) : 1963/64, 1964/65
- Победитель Кубка чемпионов КОНКАКАФ (1) : 1976

«Атлетико Марте»
- Чемпион Сальвадора (2) : 1968/69, 1970